# 李在尚
李在尚（韓語：이재상），韓國電視劇導演。

## 作品

### 電視劇
- 2007年：KBS《達子的春天》
- 2008年：KBS《三個爸爸一個媽媽》
- 2009年：KBS《松藥局的兒子們》
- 2010年：KBS《Drama Special－熱咖啡》
- 2011年：KBS《相信愛情》
- 2013年：KBS《漂亮男人》
- 2014年：KBS《Trot戀人》
- 2017年：KBS《爸爸好奇怪》
- 2020年：KBS《結過一次了》

## 外部連結
- NAVER搜索